# Crassula sladenii
Crassula sladenii или Crassula sladeni — вид суккулентных растений рода Толстянка (Crassula) семейства Толстянковые (Crassulaceae), естественно произрастающий на территории Намибии и Капской провинции Южно-Африканской Республики.

## Название
Родовое латинское название Crassula происходит от латинского слова crassus, — «толстый», в основном из-за присутствия у растений этого рода сочных листьев.
Видовой латинский эпитет sladenii дан в честь Уильяма Перси Слейдена (англ. William Percy Sladen), британского натуралиста, чьи средства из Мемориального фонда Перси Слейдена способствовали ботаническим исследованиям в ЮАР.

## Ботаническое описание
Раскидистые, несколько вьющиеся, скудно разветвленные кусты высотой до 50 см. Корни мочковатые. Ветви серо-коричневые, толщиной 4 мм. Листья от яйцевидных до яйцевидно-ланцетных, размером 25–40 x 15–25 мм, уплощенные, поверхность желтоватая, серо-зеленые с мучнистым налетом, у основания сросшиеся с противоположным листом пары, центральная часть красноватая, верхняя сторона плоская, нижняя сторона выпуклая, кончики тупые или острые, старые листья сохраняются.
Соцветия удлиненные, округлые тирсы с короткими цветоносами до 2 см. Цветки сидячие, чашелистики треугольно-ланцетные, до 2 мм, острые, венчик трубчатый, белый, лепестки у основания коротко сросшиеся, продолговато-эллиптические, до 5 мм, пыльники черные. Время цветения: осень. Цитология: 2n = 14.

## Распространение и экология
Встречается главным образом на западных склонах гор возле устья Оранжевой реки, в районах Намусклуфт и Нумису. Растет в расщелинах скал или среди валунов, обычно в защищенных местах, среди пород на крутых, S-образных, сланцеватых или гнейсовых склонах.
В отличие от Crassula fusca, листья молодых растений Crassula sladenii длиннее и часто уже, чем у взрослых растений.

## Таксономия
Crassula sladenii Schönland, первое упоминание в Ann. S. African Mus. 9: 46 (1912).